# NGC 4396

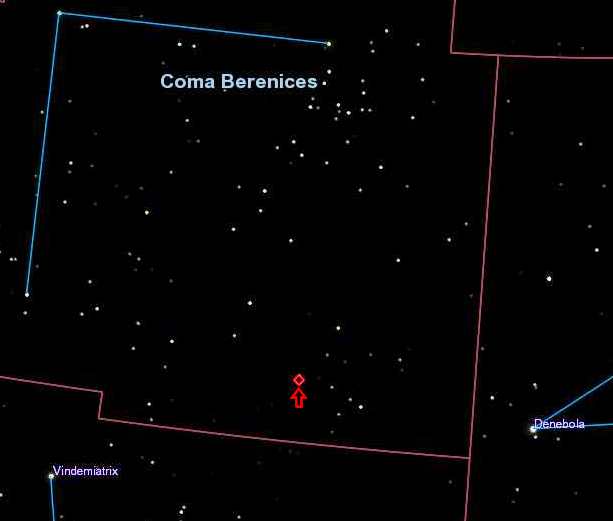
Расположение NGC 4396 на небосводе

NGC 4396 (другие обозначения — UGC 7526, IRAS12234+1556, MCG 3-32-34, VCC 865, ZWG 99.49, KUG 1223+159, PGC 40622) — галактика в созвездии Волос Вероники.
Туманность обнаружена 20 апреля 1865 года.
В галактике есть признаки наличия газа вне плоскости диска и наблюдаются движения газа, отличные от круговых. Излучение галактики в радиодиапазоне оканчивается внутри оптического радиуса диска, но имеет вытянутый «хвост» в северо-западном направлении, спектр в радиодиапазоне плоский. Наблюдаются области с дефицитом излучения в радиодиапазоне.
Этот объект входит в число перечисленных в оригинальной редакции «Нового общего каталога».